# Aikikai Honbu Dódžó
Aikikai Hombu Dódžó (japonsky: 合気会 本部道場) je ústředí Aikikai, což je zastřešující organizace různých národních organizací aikidó.
Název se používá jak pro samu organizaci, tak pro hlavní dódžó (místo, kde se trénují bojová umění) organizace. To je umístěno v Tokiu a bylo založeno Moriheim Uešibou v roce 1931 pod názvem Kobukan. Aikikai Hombu Dódžó se stále nachází na stejné adrese, i když původní budova byla nahrazena novou. Také v ní vyučují potomci zakladatele čili Uešibové.